# Humber Bay Arch Bridge
L'Humber Bay Arch Bridge, anche chiamato Ponte pedonale sul fiume Humber o Gateway Bridge, è un ponte ad arco a via intermedia pedonale e ciclabile situato alla foce del fiume Humber a Toronto in Canada.

## Storia

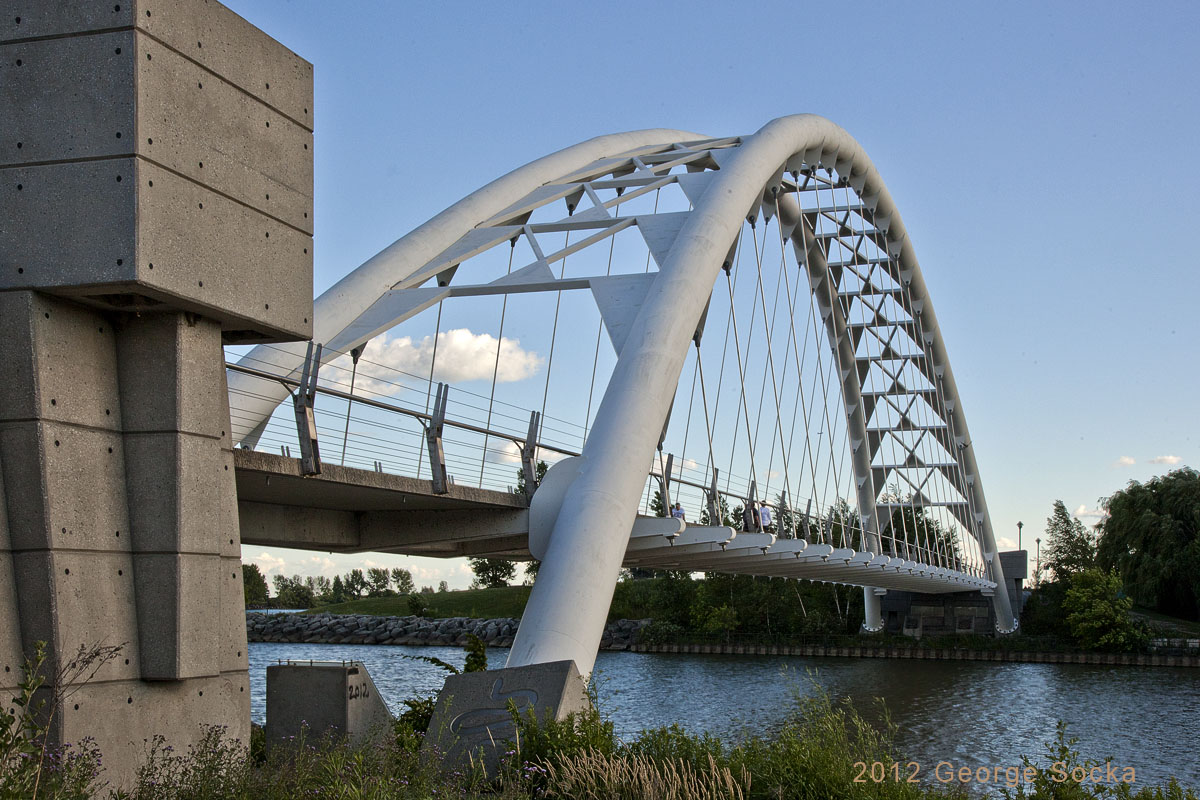
Il ponte visto dalla riva sinistra

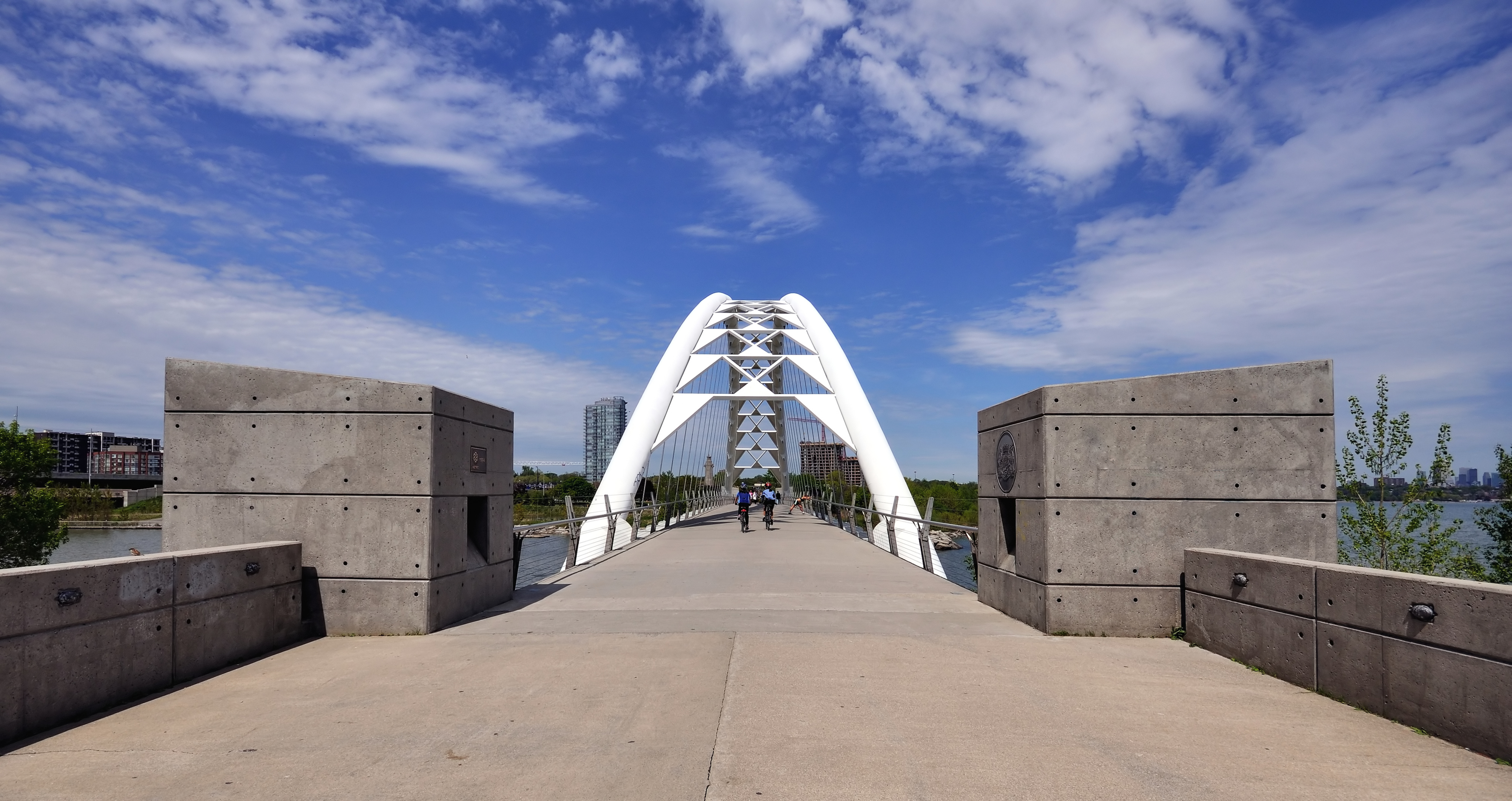
L'ingresso del ponte

Il ponte si trova sul lungolago di Toronto e fa parte del Martin Goodman Trail, una pista pedonale e ciclabile lunga 56 chilometri che corre da una estremità all'altra della città. Collega i distretti di Etobicoke a ovest e Old Toronto a est. Fin dalla sua costruzione è diventato un punto di riferimento nel panorama della città, apparendo spesso in film e spot commerciali.
È stato progettato dallo studio di architettura di Toronto Montgomery e Sisam e dello studio ingegneristico Delcan per quanto riguarda la parte strutturale, con l'aiuto di una serie di consulenti tra cui Ahmoo Angeconeb, artista Ojibway appartenente alla Prima nazione del Lago Seul.
Molte delle caratteristiche progettuali ed estetiche del ponte infatti sono state scelte ispirandosi alla storia delle popolazioni indigene della zona e al rispetto per la natura : i collegamenti in acciaio che uniscono i due archi sono stati disegnati per ricordare un uccello del tuono, figura mitologica presente in molte culture native americane; all'ingresso del ponte e sotto di esso sono state scolpite tartarughe, canoe, serpenti e salmoni, riferimenti alla natura e alla storia locale.
Gli archi in acciaio sono ancorati a blocchi di calcestruzzo posti sulle rive del fiume, in modo tale nessuna struttura sia di ostacolo al naturale scorrere della corrente.
La costruzione del ponte è terminata nel 1994, ma seconda alcune fonti l'inaugurazione ufficiale ha avuto luogo il 25 giugno 1996. La sua costruzione è costata circa 4 milioni di dollari canadesi.
Negli anni successivi alla sua costruzione ha vinto una serie di riconoscimenti, tra cui quelli di Canadian Architect nel 1995, The Canadian Institute of Steel Design nel 1996, Award of Excellence from the City of Etobicoke nel 1996, City of Toronto’s Urban Design Award of Excellence nel 1997 e il Governor General’s Award of Merit, il Waterfront Centre Honor Design Award e il City of Toronto Urban Design Award sempre nel 1997.

## Descrizione
Il ponte, lungo complessivamente 139 metri, è sorretto da un grande arco a via intermedia in acciaio inossidabile che crea una campata con una luce netta di 100 metri. L'arco si erge per 21,3 metri al di sopra dell'impalcato.
L'arco è formato da due archi gemelli in acciaio di 1200 millimetri di diametro posti sul lato esterno dell'impalcato e collegati tra loro da un reticolo in acciaio. Gli archi sono ancorati a blocchi di calcestruzzo posti sulle rive del fiume.
Agli archi sono collegati degli stralli in acciaio che sorreggono 44 supporti in acciaio, sui quali poggia l'impalcato, largo 6,5 metri, destinato al traffico pedonale e ciclabile.